# Samnang Dit
Samnang Dit (ur. 4 stycznia 1997) – kambodżańska zapaśniczka walcząca w stylu wolnym. Zajęła jedenaste miejsce na igrzyskach Azjatyckich w 2018 i trzynaste w 2022. Dziesiąta na mistrzostwach Azji w 2024. Brązowa medalistka igrzysk Azji Południowo-Wschodniej w 2021 i 2023 i szósta w 2019. Druga na mistrzostwach Azji Południowo-Wschodniej w 2023 roku.